# Khalid ben Ahmed al-Khalifah
Khalid ben Ahmed al-Khalifah (né le 4 avril 1960), est ministre des Affaires étrangères de Bahreïn de 2005 à 2020.  
Il est seulement le deuxième ministre des Affaires étrangères dans l'histoire de Bahreïn car son prédécesseur occupe ce poste pendant plus de 30 années. Al-Khalifa est en poste depuis le 26 septembre 2005 après un remaniement de gouvernement. Il est ambassadeur au Royaume-Uni de 2003 à 2005. 